# ميخائيل مانلي
ميخائيل مانلي (بالإنجليزية: Michael Manley)‏ هو مدير بريطاني، ولد في 6 مارس 1964 في Edenbridge, Kent ‏ في المملكة المتحدة.